# Haplochela
Haplochela é um gênero de traça pertencente à família Agonoxenidae.